# 岡部達
岡部 達（おかべ たつ、1934年11月17日 - 2022年8月26日）は、日本のアナウンサー。
日本統治時代の台湾台北州台北市出身。ラジオ東京→TBSで活動していた。

## 経歴・人物
早稲田大学教育学部を卒業して1957年4月にラジオ東京（現・TBS）へアナウンサー5期生として入社（同期には青柳純一、金坂光春、仁村秀雄、山本文郎、麻生雅子、石川知子、大場ゆかり、草間範子、佐藤美智子、鈴木美江、須藤孝子、前田和子、町田教子、三好和子）。主にスポーツ実況（野球、ボクシング、フィギュア、ラグビー、アイスホッケー）やラジオDJを担当していた。1963年11月1日に報道局運動部兼ニュース部アナウンサーとなる。1967年11月15日にアナウンサー研修室設置に伴い報道局運動部兼アナウンサー研修室付、1970年7月にラジオ本部アナウンス室兼テレビ本部報道運動部勤務の後、1977年3月にラジオ本部アナウンス室（1983年6月29日にラジオ本部アナウンス部に組織変更）のみ所属となる。近代オリンピックでは1964年（東京）と1972年（札幌）の二度にわたり実況を担当。このうち、札幌の開会式ではテレビ中継を担当した。ボクシング中継では、具志堅用高のWBA世界ジュニアフライ級（ライトフライ級）王座初挑戦の試合（対ファン・ホセ・グスマン）を担当以来、13回目のタイトル防衛戦まで担当した（王座陥落の14回目は、平原晋太郎が担当）。1986年5月に秘書室へ異動しアナウンス職から離れる。
1988年2月のテレビ本部社会情報局異動後は、4月から1992年3月までの4年間城戸真亜子と共にワイドショー番組『3時にあいましょう』のメインキャスターを務めた。
1992年6月にテレビ総局ネットワーク局JNNネットワーク協議会事務局へ異動後、1994年11月にTBSを定年退職。定年退職後は、短期大学講師やTBSアナウンススクール特別講師を務める。
2022年8月26日、前立腺がんのため、死去。87歳没。8月29日、告別式が営まれた。

## 家系
安川敬一郎の叔父である福岡藩士・儒者の岡部榴園は祖父である。

## 詳細情報

### 出演番組

#### スポーツ中継
- プロ野球中継（テレビ中継・ラジオ中継『TBSエキサイトナイター』）[6]
  - 日本選手権シリーズ
  - オールスターゲーム
- ボクシング中継（『東洋チャンピオンスカウト』など）[9]
  - WBA世界ライトフライ級タイトルマッチ
- 世界フィギュアスケート選手権大会（テレビ）[6]
- アイスホッケー中継[9]
- マラソン中継[6]
- レスリング中継[6]

#### スポーツ中継以外
ラジオ
- 若い目のパリ（1961年）[9]
- 今週のベストテン（1963年）[9]
- フェザー・シルバー・タイム（1963年）[9]
- パーソナル・ダイヤル（1967年）[9]
- ミュージックパトロール（1970年）[9]
- ミュージック・オン・ステージ（1974年）[9]

テレビ
- スポーツデスク（1975年 - 1976年。1975年4月5日より土曜日に放送していたスポーツ番組。1978年開始のスポーツニュース『JNNスポーツデスク』とは別番組）[9]
- 3時にあいましょう（1988年4月 - 1992年3月）
- オールスター感謝祭

### 出演映画
- ゴジラ対ヘドラ（1971年）岡部アナウンサー 役[3]